# ゲロ・ヒュッター
ゲロ・ヒュッター（Gero Hütter, 1968年12月18日 - ）はドイツの血液専門医。
2006年、シャリテー – ベルリン医科大学の勤務医であったヒュッターは、急性骨髄性白血病を罹患したHIV患者ティモシー・レイ・ブラウン（1966年 - 2020年）を診察した。「CCR5遺伝子に異常のある患者は、HIVに対する耐性を持つ」という先行論文に関心を示していたヒュッターは、CCR5変異体を持ち、ブラウンに適合する骨髄移植ドナーをデータベースから探索し、移植手術を実施した。この結果、 2008年にはブラウンのAIDSは完治し、世界中のメディアにより広く報道された。現在はHIV感染者から骨髄を採取し、遺伝子操作でCCR5変異体を人工的に作り出し、幹細胞を元の生体に移植する試みが行われている。

## 参照
- Gero Hütter